# نجم أزرق فائق العملقة

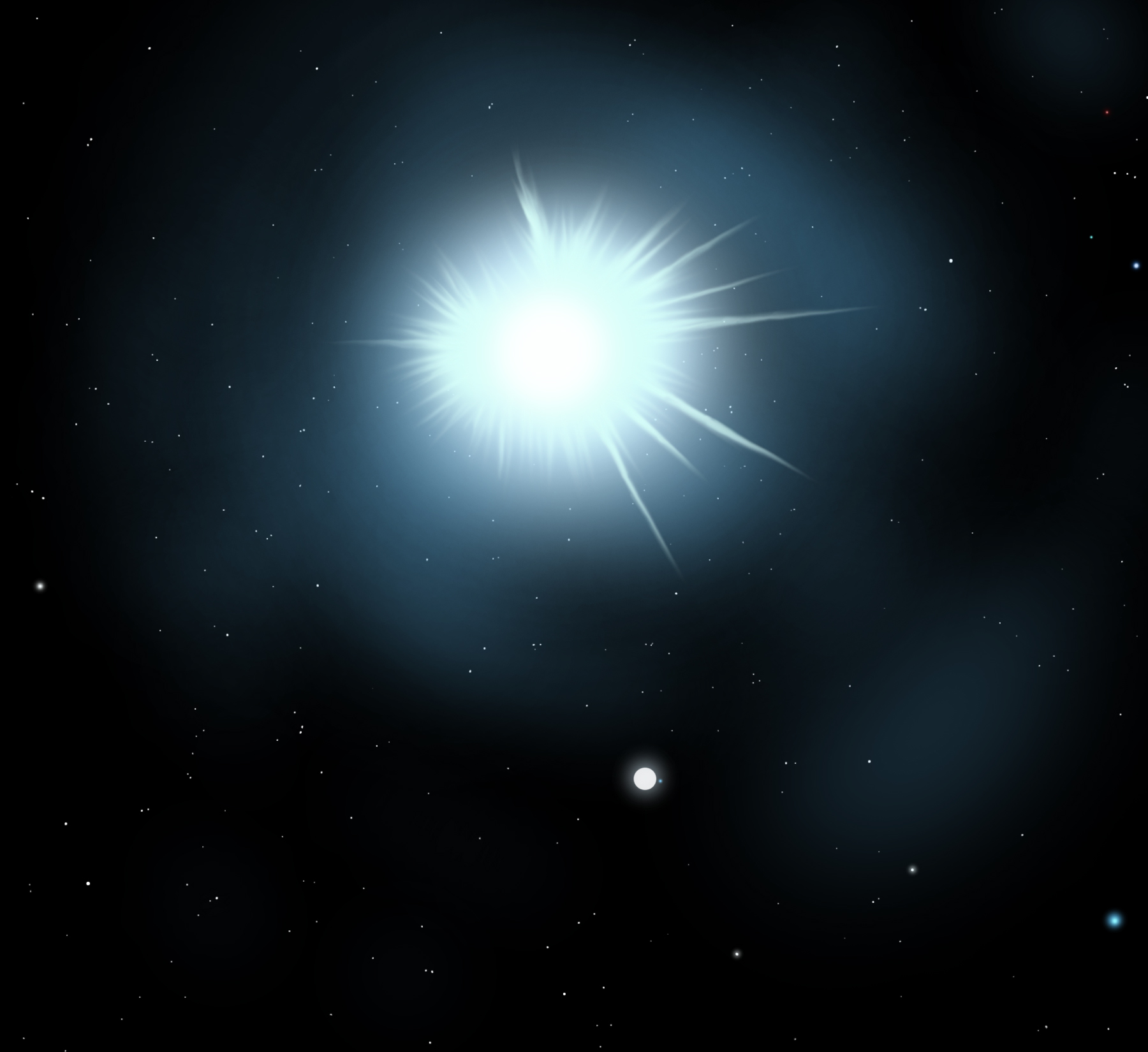
النجم الأزرق الفائق العملقة العذرة، الواقع في كوكبة الكلب الأكبر.

النجم الأزرق الفائق العملقة (بالإنجليزية: Blue supergiant)‏ هو نوع من أنواع النجوم من فئة النجوم الزرقاء الفائقة العملقة، تتراوح درجات حرارة سطحها بين 30,000,000 إلى 50,000,000، وغالباً تبلغ كتلتها أكثر من 10 ~ 15 كتلة شمسية.
حياة هذه النجوم قصيرة كثيرًا نسبيًا بسبب كتلتها الكبيرة، إذ أن عملية حرق الهيدروجين إلى هليوم في نوى النجوم تزداد سرعة كلَّما كان النجم أكبر، وذلك بسبب الضغط الهائل الذي يكون موضوعًا على النواة. قد يعيش قزم أحمر مليارات السنين، فيما أن نجمًا أزرق فائق العملقة قد يعيش بضعة ملايين من السنين فقط.
وأفضل مثال على هذه الفئة من النجوم هو نجم الرجل الجبار في مجموعة نجوم الجبار، حيث أن كتلته تزيد عن الـ20 كتلة شمسية، ولها لمعان يزيد عن الشمس بـ60 ألف مرة.

## التكون
النجوم الفائقة العملقة هي نجوم ذات كتلة عالية، أكبر وأكثر إضاءةً من نجوم النسق الأساسي. تتطور نجوم فئة «أوه» ونجوم فئة «بي» المبكرة ذات الكتل الأولية البالغة 10 إلى 300 ضعف كتلة الشمس تقريبًا بعيدًا عن النسق الأساسي في غضون بضعة ملايين عام فقط إذ يُستهلك الهيدروجين الخاص بها وتبدأ العناصر الثقيلة بالظهور بالقرب من سطح النجم. عادةً ما تصبح هذه النجوم فائقة العملقة زرقاء، على الرغم من احتمال تطور بعضها مباشرةً لتتحول إلى نجوم «وولف رايت». يحدث التوسع نحو مرحلة النجم الفائقة العملقة عندما يُستنزف الهيدروجين في مركز النجم ويبدأ حرق غلاف الهيدروجين، ولكن قد يحدث ذلك أيضًا بسبب انجراف العناصر الثقيلة إلى السطح عن طريق الحمل الحراري وفقدان الكتلة بسبب زيادة الضغط الإشعاعي.
النجوم الزرقاء الفائقة العملقة هي نجوم متطورة حديثًا من النسق الأساسي، وتتمتع بإضاءةٍ عالية للغاية، ومعدلات فقد كتلة عالية، وغير مستقرة بشكل عام. يصبح العديد منها متغيرات زرقاء مضيئة وتمر بمراحل من فقدان الكتلة الشديد. تستمر النجوم الزرقاء الفائقة العملقة ذات الكتلة المنخفضة بالتوسع حتى تصبح نجومًا حمراء فائقة العملقة. في هذه العملية، تقضي بعض الوقت كنجوم صفراء فائقة العملقة أو نجوم مفرطة العملقة صفراء، ولكن يحدث هذا التوسع خلال بضعة آلاف عام فقط، وبالتالي فإن هذه النجوم نادرة. تنفث النجوم الفائقة العملقة الحمراء ذات الكتلة الأكبر غلافها الجوي الخارجي وتتطور إلى نجوم زرقاء فائقة العملقة، وربما إلى نجوم وولف رايت بعد ذلك. اعتمادًا على الكتلة الدقيقة وتكوين النجم الأحمر الفائق العملقة، يمكنه المرور بعدد من مراحل «الحلقات الزرقاء» قبل أن ينفجر على شكل مستعر أعظم من النوع الثاني أو قد ينفث في النهاية ما يكفي من طبقاته الخارجية ليصبح نجمًا أزرق فائق العملقة مرةً أخرى، أقل إضاءةً من المرة الأولى ولكن غير مستقر. إذا تمكن هذا النجم من أن يمر عبر «الفراغ التطوري الأصفر»، فمن المتوقع أن يصبح أحد نجوم إل بي في الأقل إضاءةً.
تكون إضاءة النجوم الزرقاء الفائقة العملقة الأعلى كتلةً شديدًا للغاية لدرجة لا تسمح لها بالاحتفاظ بغلاف جوي كافٍ ولا تتوسع أبدًا لتصبح نجوم فائقة العملقة حمراء. الحد الفاصل لحدوث ذلك هو تمتع النجم بكتلة تعادل 40 ضعف كتلة الشمس تقريبًا، على الرغم من تطور النجوم الفائقة العملقة الحمراء الأبرد والأكبر حجمًا من نجوم ذات كتلة أولية تتراوح بين 15 و25 ضعف كتلة الشمس. من غير الواضح ما إذا كانت النجوم الزرقاء الفائقة العملقة تستطيع فقد كتلة كافية لتبلغ عمرًا طويلًا وتتطور بأمان لتصبح نجوم وولف رايت وأخيرًا نجومًا قزمة بيضاء، أو قد تتطور لتصبح نجوم وولف رايت قبل أن تنفجر كمستعرات عظمى، أو قد تنفجر على شكل مستعرات عظمى كنجم أزرق فائق العملقة.
تكون النجوم السابقة لانفجار المستعر الأعظم في الغالب نجوم فائقة العملقة حمراء وكان يُعتقد أن النجوم الفائقة العملقة الحمراء فقط يمكن أن تنفجر كمستعر أعظم. مع ذلك، أجبر المستعر الأعظم 1987 إيه الفلكيين على التحقق من هذه النظرية، إذ كان سلفه، «ساندوليك -69 202 [الإنجليزية]»، نجمًا أزرق فائق العملقة من الصنف «بي 3». الآن، من المعروف من عمليات الرصد أنه يمكن لأي فئة تقريبًا من النجوم المتطورة عالية الكتلة، بما في ذلك الفائقة الزرقاء العملقة والفائقة العملقة الصفراء، أن تنفجر على شكل مستعر أعظم على الرغم من أن النظرية لا تزال تناضل لشرح آلية ذلك بالتفصيل. في حين أن معظم المستعرات العظمى هي من النوع المتجانس نسبيًا، «الثاني بّي»، وتُنتجها النجوم الفائقة العملقة الحمراء، لوحظ في عمليات الرصد أن النجوم الزرقاء الفائقة العملقة تنتج مستعرات عظمى ذات مجموعة واسعة من الإضاءة والفترات والأنواع الطيفية، أحيانًا قليلة الإضاءة مثل المستعر الأعظم 1987 إيه، وأحيانًا فائقة الإضاءة مثل العديد من المستعرات العظمى من النوع «الثاني إن».